# Alfred-Emile Mussat
Alfred-Emile Mussat, francoski general, * 13. julij 1878, † 23. april 1948.